# The Mighty Pirates
The Mighty Pirates was een Belgische rootsreggaeband en een van de eerste groepen in dit muziekgenre die actief waren in België.
De groep stond onder andere geprogrammeerd op Reggae Sundance (1996) te Eindhoven en Reggae Bel (2007) te Geel. Daarnaast traden ze onder meer op in het voorprogramma van Black Uhuru, The Revolutionary Dub Warriors en Sticky Wilson.

## Discografie
De groep bracht twee cd's uit, met name:
- Enjoy (1996)
- Give Thanks (2006)